# تد دبنی
تد دبنی (انگلیسی: Ted Dabney; ۱۵ مهٔ ۱۹۳۷ – ۲۶ مهٔ ۲۰۱۸) مهندس و دانشمند رایانه اهل ایالات متحده آمریکا بود.
وی به‌همراه نولان باشنل از بنیان‌گذاران شرکت آتاری در سال ۱۹۷۲ بوده است.